# Nicóstenes
Nicóstenes (en griego antiguo: Νικοσθένης, lit. 'Nikosthenēs') fue un ceramista griego de cerámica de figuras rojas y negras activo en Atenas entre 550 y 510 a. C., cuya firma se encuentra en varias vasijas. 

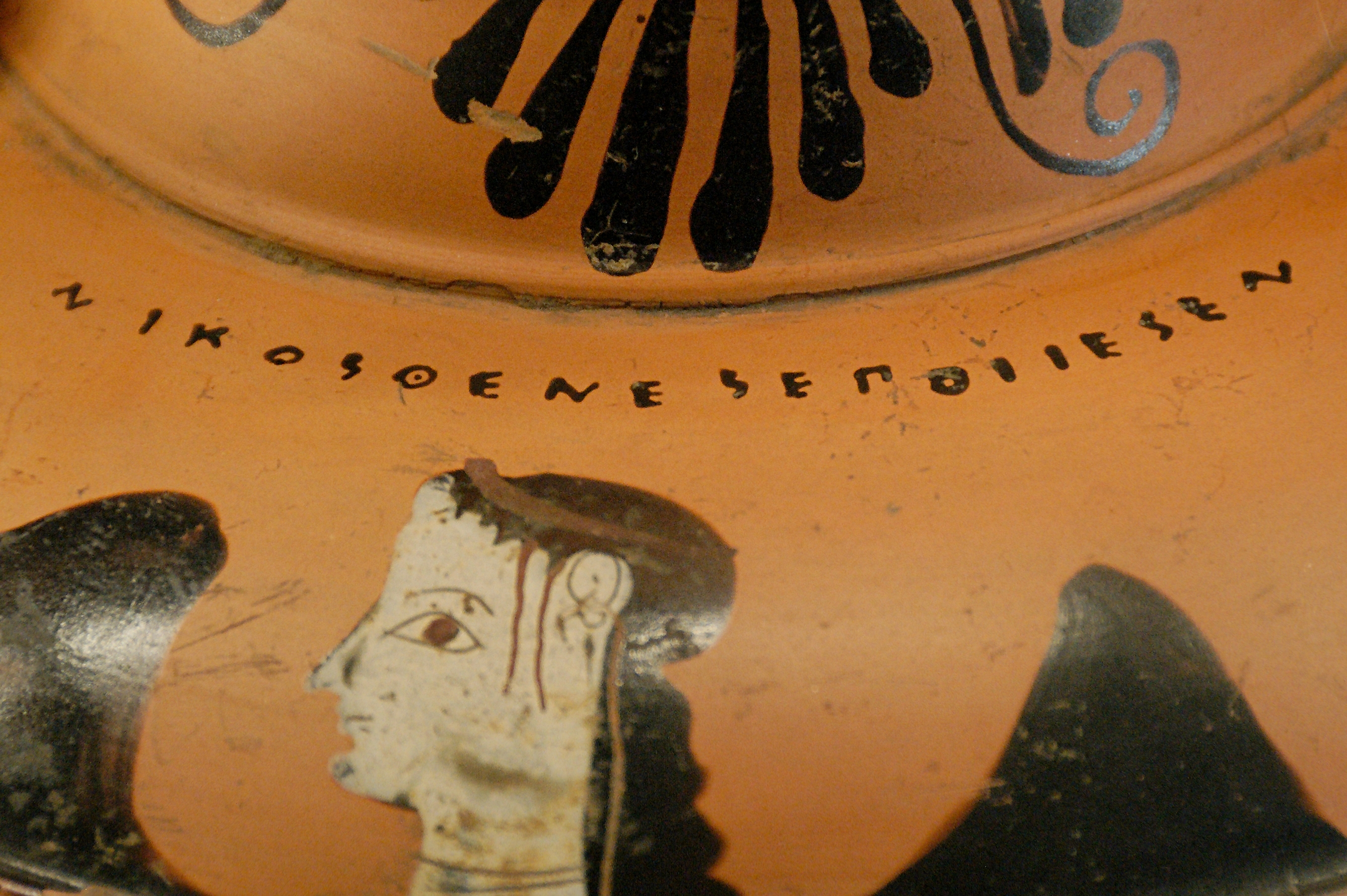
Didascalia = Firma de Nicóstenes (Nikosthenes epoiesen) en ánfora del 530–520 a .C. Museo del Louvre (F 102).

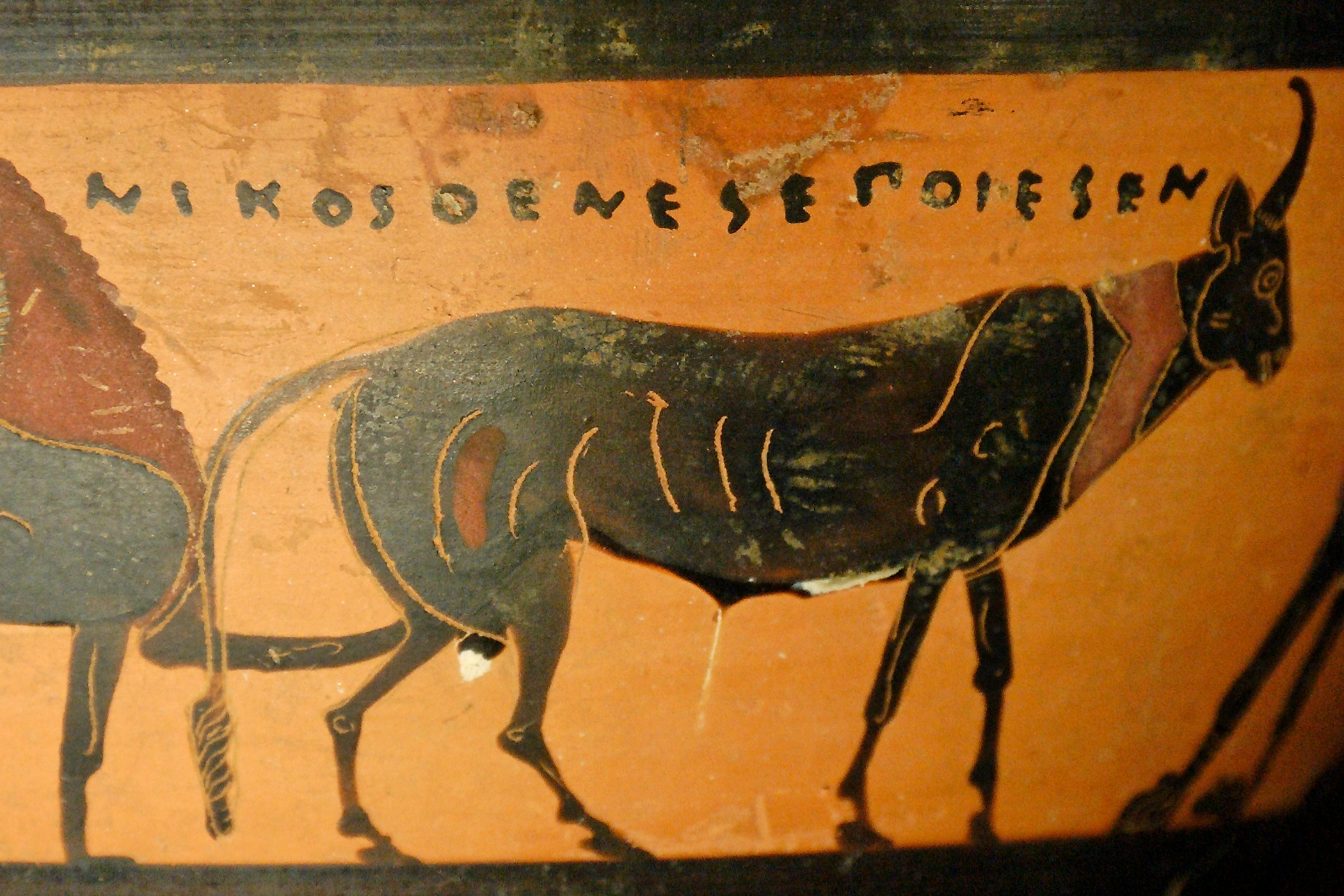
La firma de Nicóstenes ΝΙΚΟΣΘΕΝΕΣ ΕΠΟΙΕΣΕΝ, Nikosthenēs epoiesēn, “Nikosthenes me hizo”, en un ánfora de Nicóstenes decorada con la técnica de figuras negras, c. 520–510 a. C.

Firmó como alfarero en más de 120 vasos de figuras negras y solo 9 de figuras rojas, más vasos que ningún otro alfarero. La mayoría de sus vasos fueron pintados por alguien más, llamado Pintor N (por Nicóstenes). John Beazley considera que la pintura es «descuidada y disoluta», es decir, que no es de alta calidad. Probablemente de origen lidio, nació en Atenas donde tuvo un taller de arte que más tarde pasaría a Panfeo. Además, se cree que trabajó con los pintores Anacles, Olto, Psiax, Lido  y Epicteto. Se cree que la técnica de Six se inventó en su taller, posiblemente por el mismo Nicóstenes, alrededor del 530 a. C. Se le considera de transición entre la cerámica de figuras negras y la de figuras rojas.

## El taller de cerámica

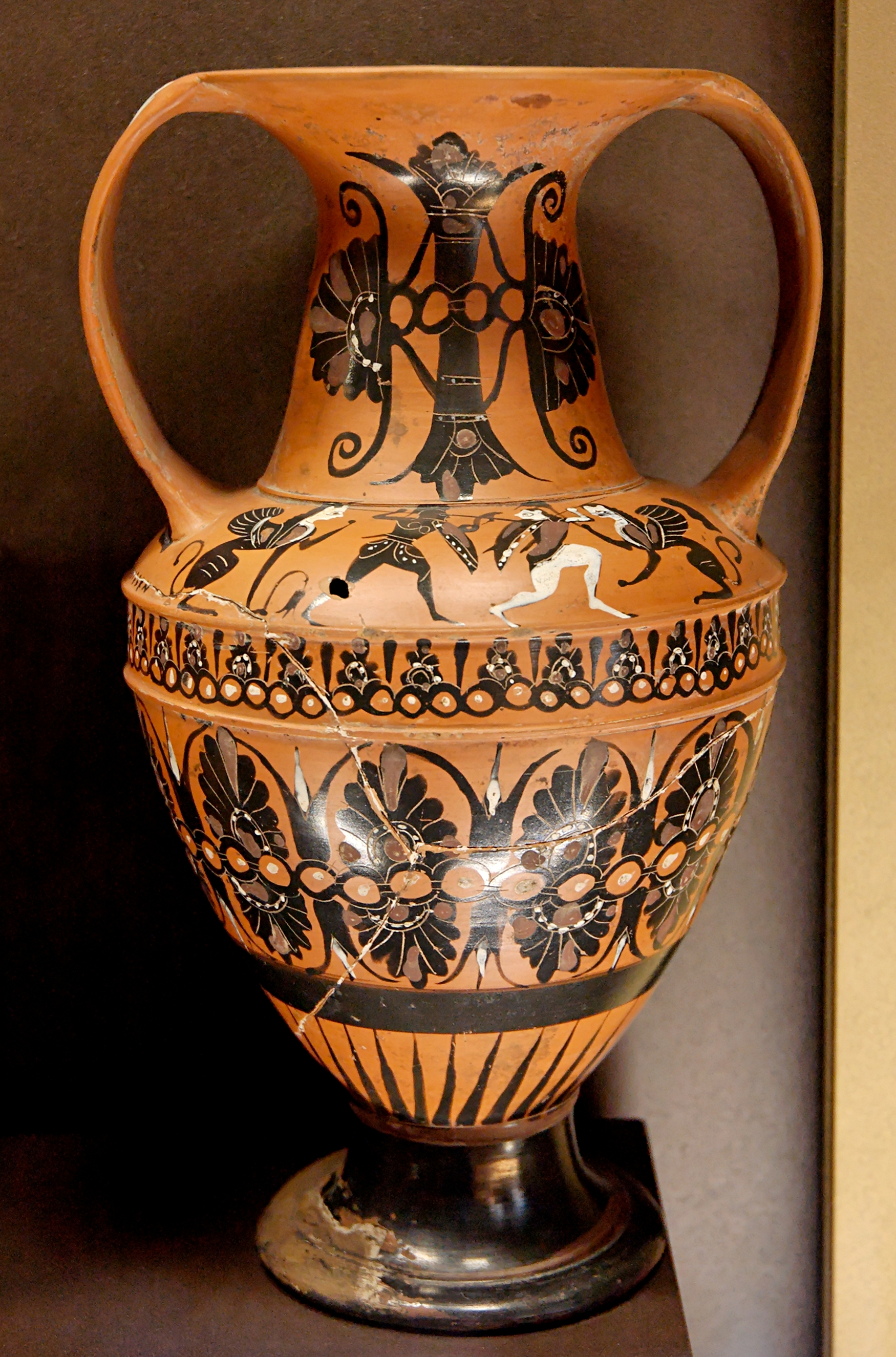
Amazonomaquia. Lado A de una ánfora nicosténica ática de figuras negras, ca. 520-510 a. C., conservada en el Museo del Louvre, núm. inv. F 111.

Nicóstenes era el dueño de un taller en Atenas a finales del siglo VI a. C. Según la teoría de que el número de obras firmadas refleja el número de obras totales, el elevado número de firmas que se refieren a Nicóstenes sugiere que tenía uno de los mayores, si no el mayor, centro de fabricación de Atenas.  Nicóstenes también desarrolló varias formas nuevas que llevan su nombre. Entre ellas se encuentran el ánfora nicosténica, la píxide nicosténica, y presumiblemente el cíato. En total, se han identificado alrededor de cien vasos diferentes como obra de Nicóstenes. Se destaca por especializarse en la producción de vasos para el mercado etrusco.Diseñó sus vasos con formas etruscas y se exportaron a Etruria, sin que se conozcan ejemplos locales en Atenas. A pesar de ello, la mayor parte de la producción del taller se dedicó a kílices y ánforas.
 Prueba de ello es la gran cantidad de ánforas  nicosténicas características de su taller (hay unas cincuenta). Casi todas estas ánforas se encontraron en Caere (cerca de la ciudad de Cerveteri en la región del Lacio) y sus alrededores. La forma del ánfora de Nicóstenes se inspiró en el ánfora bucchero (ánforas con asas anchas y cuerpo bulboso) con una superficie negra brillante típica de la cerámica etrusca,
Hay un debate sobre el tamaño del taller. La identificación de los productos del taller se basa principalmente en el gran número (133) de vasos firmados por Nikosthenes epoiesen (Nicóstenes me hizo) y variantes similares. Las firmas se colocaron en el esmalte del vaso y muestran una variedad de manos y ortografías. A estos vasos se les añaden otros que se pueden unir a estos en base a un detallado análisis estilístico. La mayoría de los estudiosos aceptarían que contaba con unos 30 o 40 trabajadores en un momento dado entre 530 y 505 a. C. En 1999, V. Tosto propuso que el taller empleara a un pequeño puñado de ayudantes y trabajadores temporales en torno a Nicóstenes, que trabajaban como pintor y alfarero. Esta opinión ha sido rechazada por Michael M. Eisman, que no solo apoya el taller de mayor tamaño, sino que ha sugerido que el propio Nicóstenes procedía de Calcis, y comenzó a trabajar con un pequeño taller de Anacles alrededor del 550 a. C. antes de tener su propio taller. Firmó un vaso con Anacles, expuesto en Berlín (Band kylix, Antikensammlung Berlin, F 1801
El taller parece haber pasado a manos de su socio, Panfeo, entre 505 y 500 a. C. y continuó bajo su dirección durante varios años antes de desaparecer alrededor de 490 a. C.

## La cerámica

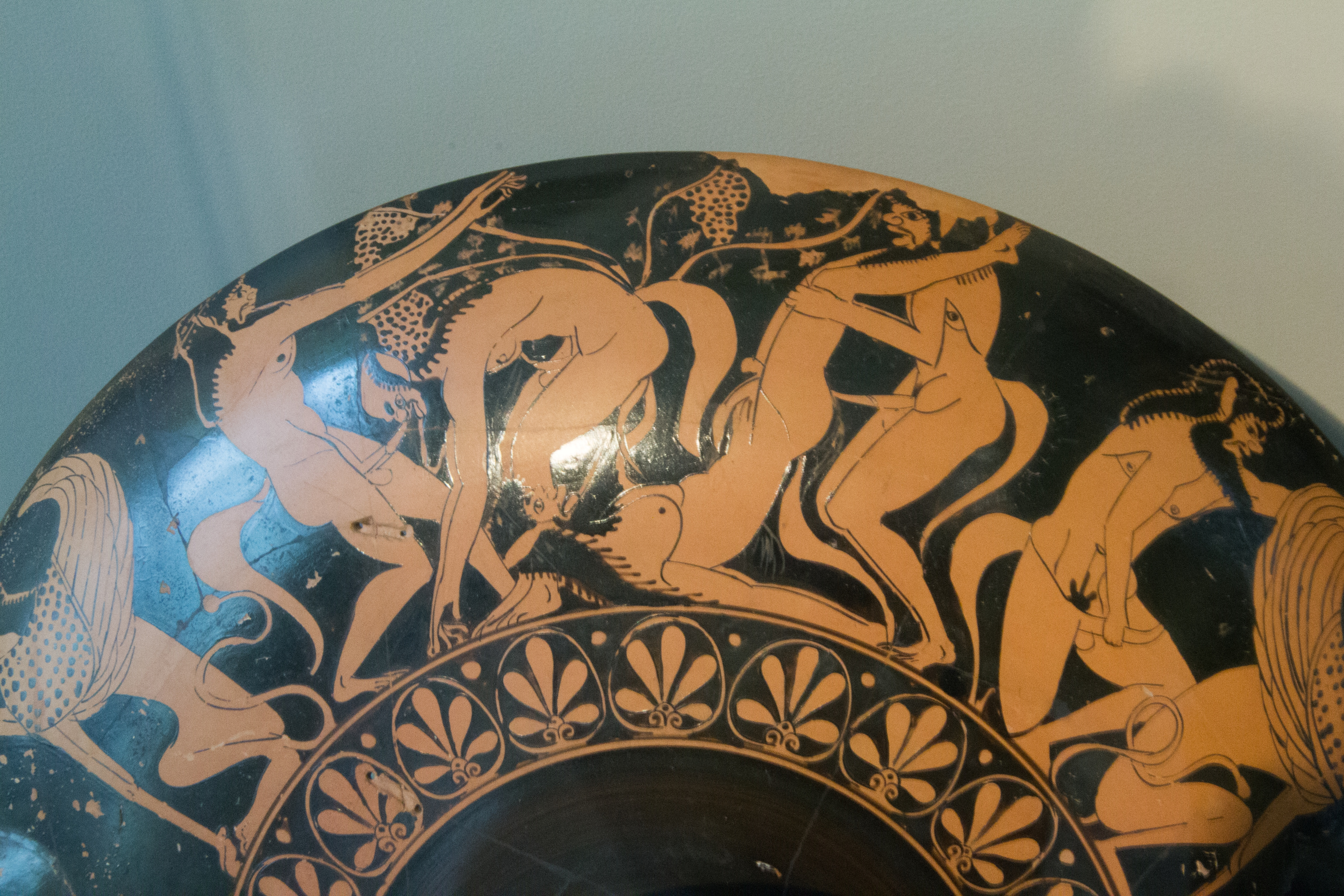
Silenos entregados a prácticas eróticas. Antikensammlung Berlin (Altes Museum), inv. 1964.4.

La producción de Nicóstenes, aunque grande, no se distingue particularmente por su calidad. Mientras que los vasos están bien ejecutados y la calidad general de la pintura es buena, solo hay unos pocos sobresalientes que se mantendrían con los pintores más distinguidos que trabajaban en ese momento. Además de los pintores del ánfora nicosténica y el cíato, un número de pintores conocidos formaron parte del taller en varias ocasiones incluyendo a Psiax, Olto, el Pintor BMN y el Pintor de Teseo, incluido el Pintor de Nicóstenes, que tomó su nombre. Es posible que hubiese una conexión con el taller de Andócides que producía vasos de muy alta calidad en pequeñas cantidades. Uno de sus principales pintores, el Pintor de Lisipides, pudo haber producido una serie de elaborados kílixes con cabezas de gorgoneiones en el interior para el taller.
En etapas posteriores, la técnica de figuras rojas también aparece en sus vasos.